# Trois étoiles
Trois étoiles est un roman graphique de Virginie Despentes et Nora Hamdi paru Au Diable Vauvert en 2002.

## Résumé
Trois étoiles est avant tout « une bande dessinée cinématographique underground qui prend à contre-pied bien des canons classiques. »
L'ouvrage est centré sur des thématiques qui sont autant d'obsessions dans l'œuvre de Virginie Despentes : problématique du viol, de l'humiliation féminine et des formes d'exclusions et de violences sociales.
D'un point de vue graphique, l'ouvrage s'inspire largement du manga et du pulp, mais aussi du graffiti.

## Commentaires
- Nora Hamdi avait précédemment illustré la couverture de l'édition originale de Mordre au travers, publiée en 1999 chez Librio.

## Éditions
- Trois étoiles, Au Diable Vauvert, 2002, 144 p.  (ISBN 2846260419)
  - rééd. J'ai lu.  (ISBN 978-2290036105)